# Pier Luigi Pizzi

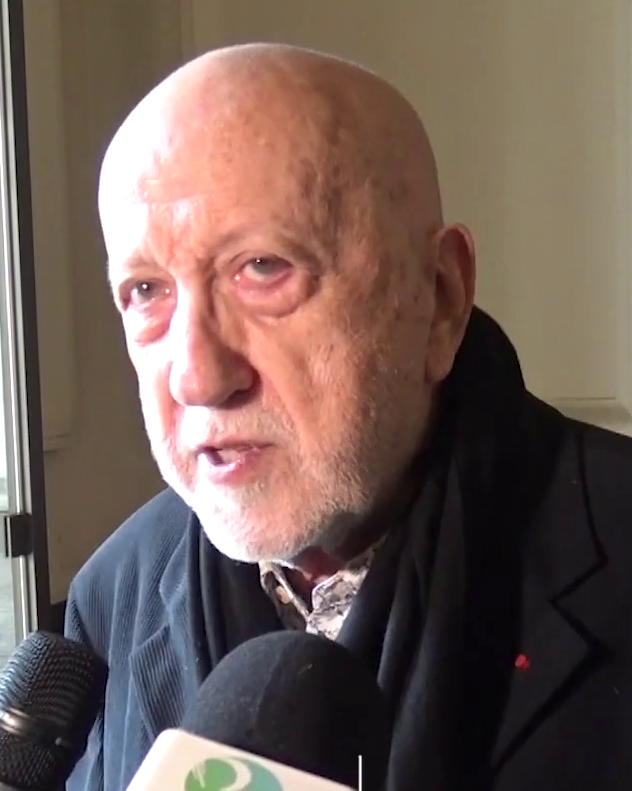
Pier Luigi Pizzi, 2021

Pier Luigi Pizzi (* 15. Juni 1930 in Mailand, Italien) ist ein italienischer Bühnenbildner, Kostümbildner und Opernregisseur.

## Leben
Pier Luigi Pizzi absolvierte ein Architekturstudium am Mailänder Politecnico. 1951 begann er gegen den Willen seines skeptischen Vaters zunächst im Umfeld von Giorgio Strehler und dann am Teatro Tommaseo in Genua mit seiner Arbeit am Theater, die ihn bald mit Giorgio De Lullo und dessen Theatertruppe Compagnia dei Giovani zusammenbrachte. Später arbeitete er jahrelang als Bühnen- und Kostümbildner vornehmlich mit dem Regisseur Luca Ronconi zusammen, wobei er sowohl im Schauspiel wie auch in der Oper tätig war. 1977 debütierte Pizzi bei Don Giovanni von Wolfgang Amadeus Mozart in Turin als Regisseur, woran sich zahlreiche weitere Operninszenierungen anschlossen, zu denen er jeweils auch Bühnenbild und Kostüme entwarf. An Opernbühnen ist Pizzi heute ausschließlich in Personalunion von Regisseur, Bühnen- und Kostümbildner tätig.
Pizzi arbeitete an wichtigen Theatern wie der Mailänder Scala, dem Wiener Burgtheater, der Wiener Staatsoper, der Pariser Oper, dem Royal Opera House Covent Garden in London, der Bayerischen Staatsoper in München, der Arena di Verona sowie den Opernhäusern in Florenz, Neapel, Palermo, Parma, Reggio nell’Emilia oder dem Teatro La Fenice in Venedig. Zahlreiche Inszenierungen schuf Pizzi für das Rossini Opera Festival Pesaro, mit dem ihn eine jahrzehntelange Arbeitsbeziehung verbindet.
Als Bühnenbildner tendiert Pizzi zu Entwürfen, die den Aufführungsraum exakt definieren und viele gebaute Elemente umfassen. Der Einfluss seines Architekturstudiums ist dabei unverkennbar. In der Regel geht es bei ihm um Räume, die ihre Künstlichkeit nicht verhehlen und oft mit Treppen, Podesten etc. ausgestattet sind sowie zumeist steten Verwandlungen unterworfen sind. Das Erzielen einer räumlichen Illusion oder theatralen Realismus strebt er kaum jemals an, und wenn, dann um die jeweiligen Aufführungstraditionen zu konterkarieren. Deshalb zeigte Pizzi 1974 in Richard Wagners Die Walküre (Regie Ronconi, Mailänder Scala, Dirigent Wolfgang Sawallisch) scheinbar naturgetreue Interieurs des neunzehnten Jahrhunderts, die von einer wuchernden Natur umschlossen waren und ihre artifizielle Theatralität nicht verbargen. Immer wieder zitiert er in seinen Arbeiten Werke der Bildenden Kunst, etwa ebenfalls 1974 in Giuseppe Verdis La forza del destino an der Wiener Staatsoper (Regie Luigi Squarzina, Dirigent Riccardo Muti), wo er Teile von Francisco de Goyas Los desastres de la Guerra nachbaute und in den Rahmen eines traditionellen, vielfach gerafften Opernvorhangs des 19. Jahrhunderts stellte. Für Ronconis Inszenierung von Die Bakchen am Wiener Burgtheater wiederum verwies Pizzi auf die Antike, indem er deren Wiederentdeckung in der italienischen Renaissance sichtbar machte und Teile des Teatro Olimpico in Vicenza auf die Bühne brachte, gebrochen durch ein gleichsam von hinten gezeigtes, aus Holz konstruiertes Bühnenportal.
Als Opernregisseur zeichnet sich Pizzi durch einen unideologischen Zugang zu den Werken der Komponisten aus. Er kann sich den Intentionen der Autoren stark annähern und deren Visionen durch seine Brille gefiltert wiedergeben, andererseits kann er auch zu ironischen Verzerrungen oder radikalen Simplifizierungen neigen. Pizzi tendiert in der Personenregie zur Zurückhaltung, er baut die Sänger eher in die Bühnenbildner ein und charakterisiert sie durch schlichte, zumeist farblich wesentlich akzentuierte und mit zeitgenössischen Materialien ausgeführte Kostüme, die ihre Historizität lediglich als Zitat ausweisen.
1990 eröffnete Pizzi die neu erbaute Opéra Bastille in Paris mit seiner Inszenierung von Les Troyens von Hector Berlioz. Im Dezember 2004 gestaltete Pizzi Bühnenbild und Kostüme für L’Europa riconosciuta von Antonio Salieri zur Wiedereröffnung der renovierten Mailänder Scala, wobei er hier nach rund zwanzigjähriger Pause erstmals wieder mit Luca Ronconi zusammenarbeitete und ausnahmsweise lediglich für die Ausstattung zuständig war.
Im Oktober 2005 wurde Pizzi zum künstlerischen Direktor des Opernfestivals in Macerata ernannt, wo er bereits mehrfach als Regisseur tätig war. Diese Funktion soll er bis 2007 ausüben.
Pizzi ist auch als Ausstellungsgestalter in Erscheinung getreten. 2004 eröffnete das Museum der Mailänder Scala – das Museo teatrale alla Scala – mit der von Pizzi entworfenen neuen Einrichtung.

## Auszeichnungen
2016 wurde er mit dem Premio Bacco dei Borbone (Festival della Valle d’Itria) ausgezeichnet.
Pizzi ist Ritter der französischen Ehrenlegion.
2023 erhielt er einen Antonio-Feltrinelli-Preis.

## Arbeiten
(Auswahl; so nicht anders angegeben, ist Pizzi für Regie, Bühnenbild und Kostüme verantwortlich)
- Maria Stuarda (Gaetano Donizetti, Regie De Lullo, Dirigent Francesco Molinari-Pradelli, Maggio Musicale Florenz 1967)
- Carmen (Georges Bizet, Regie Ronconi, Arena di Verona 1970)
- Die Bakchen (Euripides, Regie Ronconi, Wiener Burgtheater 1973)
- Die Walküre (Wagner, Regie Ronconi, Dirigent Sawallisch, Mailänder Scala 1974)
- Aida (Verdi, Regie De Lullo, Dirigent Claudio Abbado, Scala 1974)
- La forza del destino (Verdi, Regie Squarzina, Dirigent Riccardo Muti, Wiener Staatsoper 1974)
- Così fan tutte (Mozart, Regie Giuseppe Patroni Griffi, Dirigent Karl Böhm, Scala 1975)
- Don Giovanni (Mozart, Turin 1977)
- Les martyrs (Donizetti, Regie Alberto Fassini, Dirigent Gianluigi Gelmetti, Venedig 1978)
- Parisina (Pietro Mascagni, Dirigent Gianandrea Gavazzeni, Rom 1978)
- Orlando furioso (Antonio Vivaldi, Dirigent Claudio Scimone, Verona, 1978)
- Semiramide (Gioachino Rossini, Dirigent Jesús López Cobos, Aix-en-Provence, 1980, Dirigent Alberto Zedda, Teatro Margherita Genua und Teatro Regio Turin, 1981)
- Ariodante (Georg Friedrich Händel, Dirigent Alan Curtis, Mailänder Piccola Scala, 1981)
- Faust (Charles Gounod, Bayerische Staatsoper München 1980)
- Tancredi (Rossini, Dirigent Gelmetti, Pesaro 1982)
- L'assedio di Corinto (Rossini, Dirigent Eliahu Inbal, Teatro Comunale Florenz, 1982)
- Mosè in Egitto (Rossini, Dirigent Claudio Scimone, Pesaro 1983, 1985, Rom 1988)
- Les Indes galantes (Jean-Philippe Rameau, Dirigent Philippe Herreweghe, Paris/Dijon/Venedig, 1983)
- Hippolyte et Aricie (Rameau, Dirigent John Eliot Gardiner, Aix-en-Provence 1983, Dirigent William Christie, Paris 1985)
- L’Orfeo (Claudio Monteverdi, Palazzo Pitti Florenz 1984)
- Alceste (Christoph Willibald Gluck, Genf 1984, Paris 1985)
- I Capuleti e i Montecchi (Vincenzo Bellini, Dirigent Muti, Covent Garden London 1984)
- Rinaldo (Händel, Dirigent Charles Frederick Farncombe, Reggio Emilia 1985 und Paris Dirigent Charles Mackerras)
- Nel Giorno di Santa Cecilia (Festa teatrale von Pizzi mit Musik von Henry Purcell, Dirigent Charles Frederick Farncombe, Reggio Emilia, 1986)
- Bianca e Falliero (Rossini, Dirigent Donato Renzetti, Pesaro 1986)
- Mosè in Egitto (Rossini, Dirigent Wolfgang Sawallisch, Nationaltheater München, 1988)
- Otello, ossia Il moro di Venezia (Rossini, Dirigent John Pritchard, Pesaro 1988, Chicago 1992)
- Don Carlo (Verdi, Dirigent Claudio Abbado, Wiener Staatsoper 1989)
- Les Troyens (Berlioz, Dirigent Myung Whun-Chung, Paris 1990)
- Les Danaïdes (Salieri, Dirigent Claudio Scimone, Ravenna 1990)
- Castor et Pollux (Rameau, Dirigent Christie, Aix-en-Provence 1991)
- La nascita di Orfeo (Lorenzo Ferrero, Dirigent Giuliano Carella, Teatro Filarmonico Verona, 1996)
- Aida (Verdi, Arena di Verona 1999)
- L’Europa riconosciuta (Salieri, Regie Ronconi, Dirigent Muti, Mailänder Scala 2004)
- La Gioconda (Amilcare Ponchielli, Arena di Verona 2005)
- A Midsummer Night's Dream (Benjamin Britten, Dirigent Ion Marin, Teatro Real Madrid 2006)